# Raymond Baxter
Raymond Frederic Baxter - OBE (25 de janeiro de 1922 Iford, Essex, Inglaterra — 15 de setembro de 2006 (84 anos) Reading, Berkshire, Inglaterra), foi um apresentador de televisão, comentarista e escritor inglês. Ele é mais conhecido por ser o primeiro apresentador do programa de ciência da BBC Television Tomorrow's World, continuando por 12 anos, de 1965 a 1977. Ele também fez comentários de rádio na coroação da Rainha Elizabeth II, nos funerais do Rei George VI, Winston Churchill e Lord Mountbatten da Birmânia, e o primeiro voo do Concorde.

## Destaques da carreira
- Ele deixou o programa Tomorrow's World em 1977, após desentendimentos com seu novo editor, Michael Blakstad, que descreveu Baxter como "o último dos dinossauros", enquanto Baxter supostamente disse que não poderia trabalhar com alguém que chegava à BBC todos os dias em uma bicicleta.[1]
- Em 1975, Baxter narrou "The Hammond Organ 40th Anniversary Album", lançado pela Ad-Rhythm Records.[2][3]
- Baxter também narrou The Story of Rolls-Royce, um filme de 1988 sobre a história do automóvel de maior prestígio do mundo, feito pelo Rolls-Royce Enthusiasts' Club.[4]

## Filmografia
- The Fast Lady (1962) – Ele mesmo
- Grand Prix (1966) – Entrevistador da BBC (sem créditos)

## Livros
- Baxter, Raymond; James Burke (1970). Tomorrow's World. Londres: British Broadcasting Corporation. ISBN 978-0-56310-162-8
- Baxter, Raymond; Tony Dron (2005). Tales of My Time. London: Grub Street Publishing. ISBN 1-904943-32-2 (autobiografia)